# Augustusburg

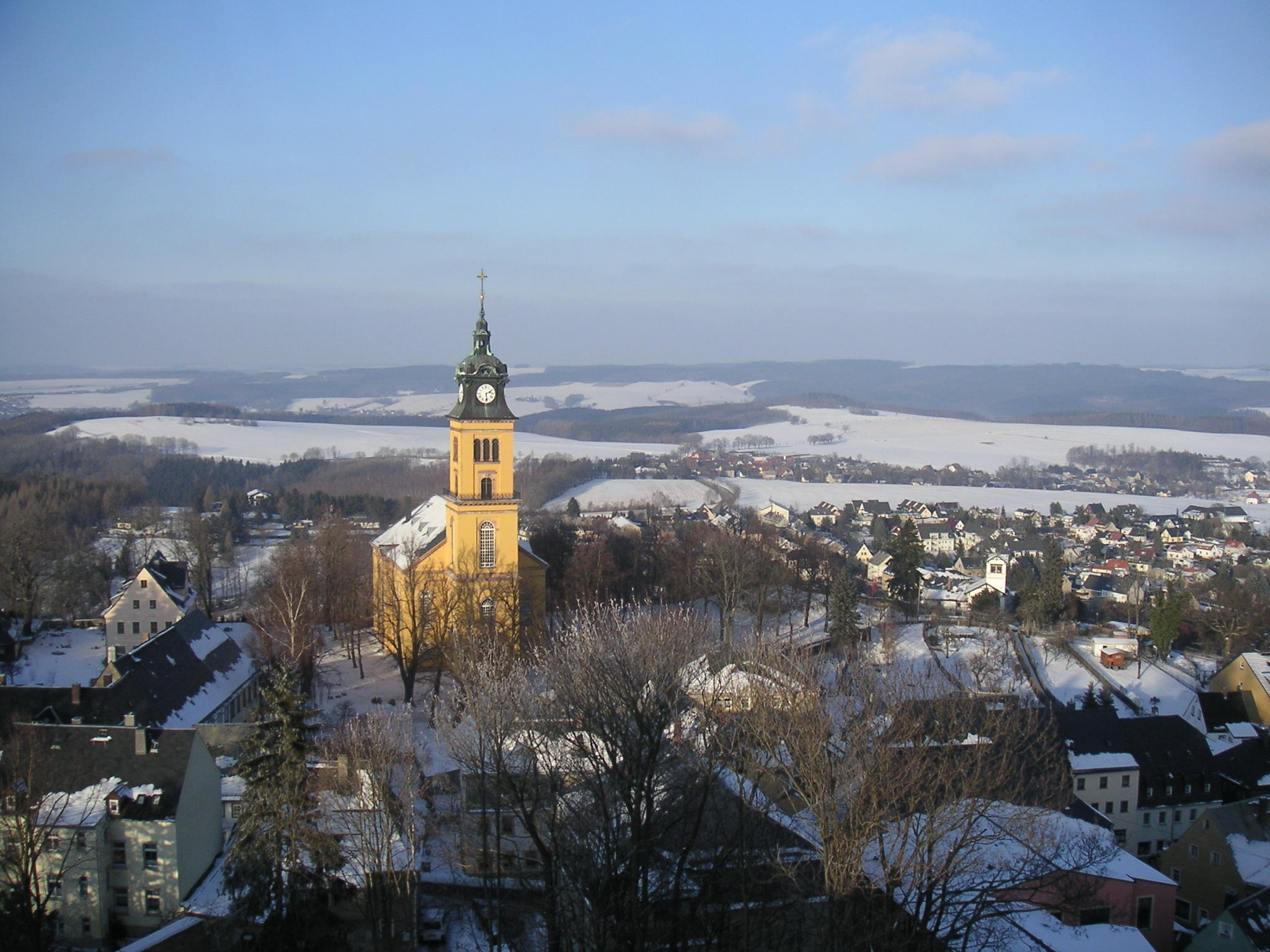
Blick vom Schloss über Augustusburg

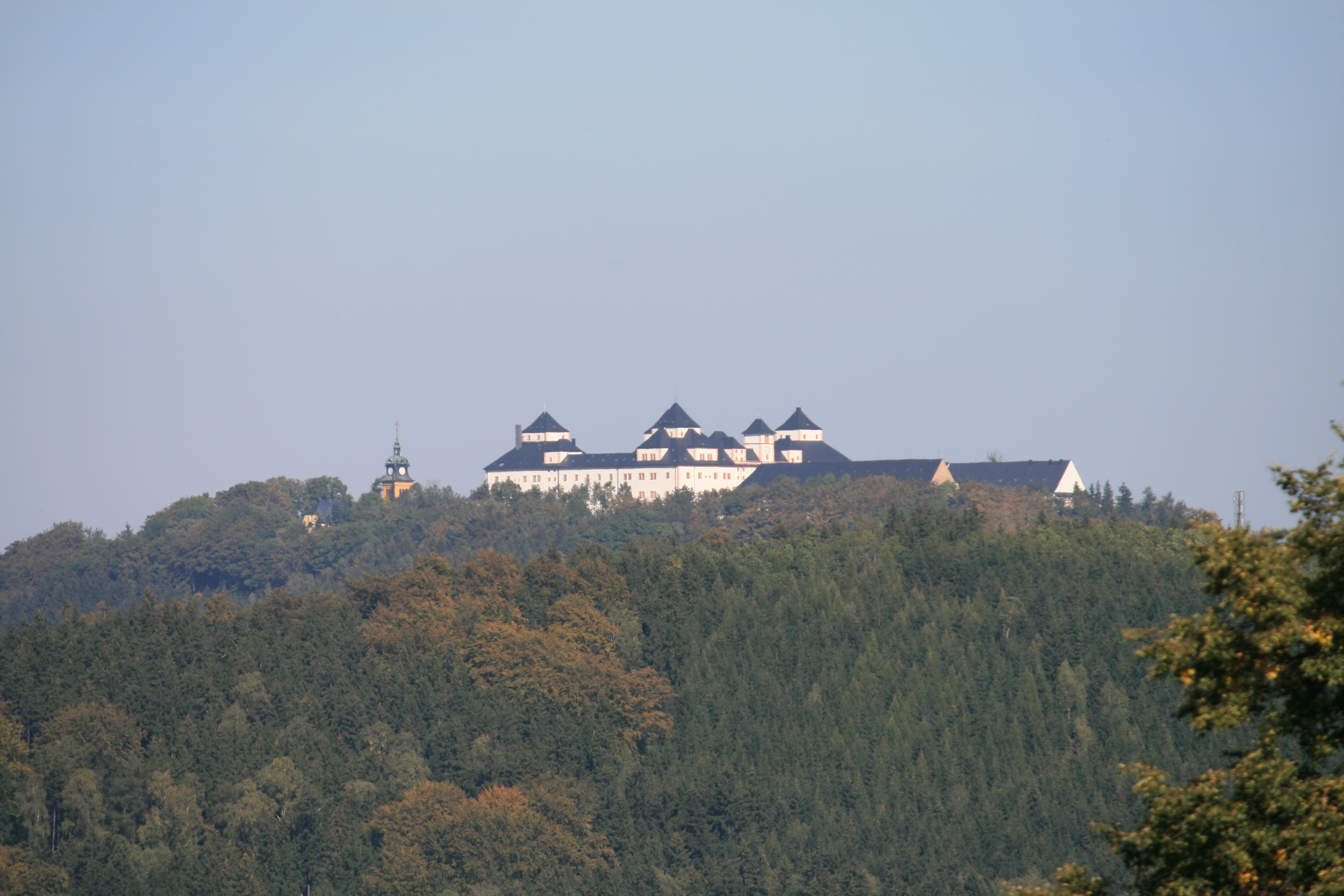
Das Jagdschloss Augustusburg aus der Ferne gesehen

Augustusburg (bis 1899 Schellenberg) ist eine Kleinstadt im Landkreis Mittelsachsen im Freistaat Sachsen. Benannt ist die Stadt nach dem weithin sichtbaren und landschaftsbeherrschenden Schloss Augustusburg, einem ehemaligen Jagdschloss der sächsischen Kurfürsten. Bekannt ist sie außerdem durch die Drahtseilbahn Erdmannsdorf–Augustusburg.

## Geographie

### Geographische Lage
Augustusburg liegt im Erzgebirge, etwa 17 km östlich von Chemnitz, 6 km südöstlich von Flöha, 30 km südwestlich von Freiberg und 10 km nördlich von Zschopau im Landkreis Mittelsachsen. Die Stadt liegt im Naturraum Unteres Mittelerzgebirge auf einem Porphyr-Höhenrücken zwischen den Tälern der Zschopau und der Flöha. Die Ortsteile liegen in den Tälern. Augustusburg ist überwiegend von Wäldern umgeben. Höchster Punkt mit 516 m über NN ist der dominierende Schellenberg, auf dem sich das namensgebende Schloss Augustusburg befindet. Der niedrigste Punkt ist das Zschopautal mit ungefähr 300 m über NN.

### Stadtgliederung
Augustusburg umfasst die Ortsteile:
- Augustusburg
- Erdmannsdorf
- Grünberg
- Hennersdorf
- Kunnersdorf

## Geschichte

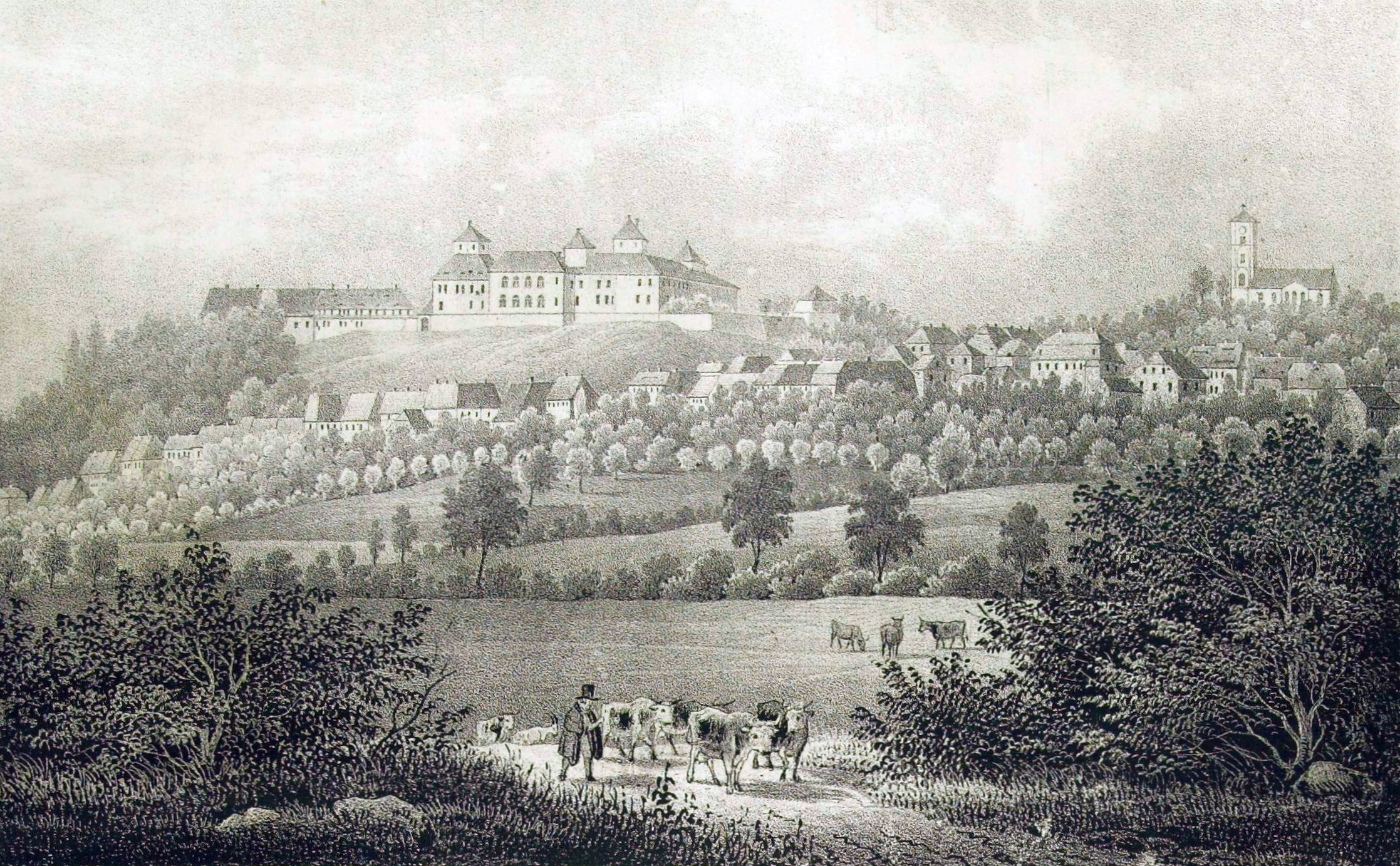
Augustusburg um 1845

Im Jahre 1206 fand Schellenberg, eine Siedlung am Fuß der gleichnamigen Burg, erstmals urkundliche Erwähnung. Die im 11. Jahrhundert errichtete Schellenburg war der Vorläufer der heutigen Augustusburg (Jagdschloss Augustusburg) und wurde 1528 und 1547 Opfer von Bränden. 1568 beauftragte Kurfürst August I. von Sachsen Hieronymus Lotter mit einem Neubau, der bereits 1575 Augustusburg genannt wurde. Der in nur vier Jahren entstandene mächtige Bau diente hauptsächlich als Jagd- und Lustschloss. Die Schlosslinde wurde 1421 gepflanzt und zählt zu den ältesten Bäumen, deren Pflanzung eindeutig belegt ist. 1590 wurde der Name „Augustusburg“ auf das bisherige „Amt Schellenberg“ übertragen, das seitdem Amt Augustusburg hieß. Im Juli 1899 erfolgte die Umbenennung der Stadt Schellenberg in Augustusburg.
Im Jahre 1911 wurde die Drahtseilbahn errichtet, mit der die Stadt weiter an touristischer Bedeutung gewann. Diese positive Entwicklung setzte sich über alle Jahrzehnte hin fort. Mit der Sanierung des denkmalgeschützten Innenstadtbereiches stieg die Anziehungskraft für den Fremdenverkehr ein weiteres Mal.
Zu Beginn der Zeit des Nationalsozialismus wurden im Sommer 1933 etwa 120 NS-Gegner aus den umliegenden „Schutzhaftlagern“ inhaftiert und mussten Zwangsarbeiten verrichten. Eine Gedenktafel erinnert an dieses Geschehen.

### Eingemeindungen
Die ehemalige Gutssiedlung Jägerhof wurde am 1. März 1891 nach Schellenberg, ab 1899 Augustusburg, eingemeindet.
Am 1. Oktober 1995 wurde die ehemalige Gemeinde Grünberg ein Ortsteil von Augustusburg. Erdmannsdorf (mit dem am 1. April 1929 eingegliederten Ort Kunnersdorf) und Hennersdorf folgten am 1. Januar 1999.

### Einwohnerentwicklung
Folgende Einwohnerzahlen beziehen sich auf den 31. Dezember des voranstehenden Jahres mit Gebietsstand Januar 2007:
| 1982 bis 1988 - 1982 – 5770 - 1983 – 5704 - 1984 – 5659 - 1985 – 5648 - 1986 – 5639 - 1987 – 5618 - 1988 – 5555 | 1989 bis 1995 - 1989 – 5408 - 1990 – 5297 - 1991 – 5208 - 1992 – 5186 - 1993 – 5207 - 1994 – 5139 - 1995 – 5061 | 1996 bis 2002 - 1996 – 4998 - 1997 – 5121 - 1998 – 5195 - 1999 – 5283 - 2000 – 5332 - 2001 – 5345 - 2002 – 5232 | seit 2003 - 2003 – 5218 - 2004 – 5225 - 2005 – 5219 - 2006 – 5152 - 2007 – 5055 - 2017 – 4538 |

Quelle: Statistisches Landesamt des Freistaates Sachsen

### Gedenkstätten
- Gedenktafel am Nordeingang des Schlosses (→s. o. Geschichte)
- Grabstätte auf dem Friedhof des Ortsteiles Erdmannsdorf für vier unbekannte KZ-Häftlinge, die bei einem Todesmarsch von einem Außenlager des KZ Flossenbürg im April 1945 von SS-Männern ermordet wurden
- Gedenkstätte in Erdmannsdorf für alle Opfer des Faschismus
- FIR-Denkmal in Erdmannsdorf für antifaschistische Widerstandskämpfer
- Gedenkstein auf dem Gelände des Seniorenhauses in Augustusburg zur Erinnerung an 40 Heimbewohner, die 1941 im Zuge des Euthanasieprogramms nach Pirna-Sonnenstein verbracht und dort ermordet wurden

## Politik

### Stadtrat
Seit der Stadtratswahl am 9. Juni 2024 verteilen sich die 16 Sitze des Stadtrates wie nebenstehend auf die einzelnen Gruppierungen. Ergebnisse früherer Wahlen sind tabellarisch aufgelistet.
| Stadtrat ab 2024Insgesamt 16 Sitze - Linke: 1 - DA: 7 - WG: 6 - CDU: 2 | Liste                           | 2024   | 2024   | 2019   | 2019   | 2014   | 2014   |
| Stadtrat ab 2024Insgesamt 16 Sitze - Linke: 1 - DA: 7 - WG: 6 - CDU: 2 | Liste                           | Sitze  | in %   | Sitze  | in %   | Sitze  | in %   |
| Stadtrat ab 2024Insgesamt 16 Sitze - Linke: 1 - DA: 7 - WG: 6 - CDU: 2 | DeinAugustusburg                | 8      | 41,3   | 4      | 22,5   | 4      | 26,4   |
| Stadtrat ab 2024Insgesamt 16 Sitze - Linke: 1 - DA: 7 - WG: 6 - CDU: 2 | Wählergemeinschaft Augustusburg | 7      | 41,1   | 9      | 55,2   | 7      | 39,6   |
| Stadtrat ab 2024Insgesamt 16 Sitze - Linke: 1 - DA: 7 - WG: 6 - CDU: 2 | CDU                             | 2      | 11,7   | 2      | 14,2   | 4      | 23,0   |
| Stadtrat ab 2024Insgesamt 16 Sitze - Linke: 1 - DA: 7 - WG: 6 - CDU: 2 | Linke                           | 1      | 5,9    | 1      | 8,1    | 1      | 8,8    |
| Stadtrat ab 2024Insgesamt 16 Sitze - Linke: 1 - DA: 7 - WG: 6 - CDU: 2 | SPD                             | –      | –      | –      | –      | –      | 2,2    |
| Stadtrat ab 2024Insgesamt 16 Sitze - Linke: 1 - DA: 7 - WG: 6 - CDU: 2 | Wahlbeteiligung                 | 71,4 % | 71,4 % | 68,2 % | 68,2 % | 54,6 % | 54,6 % |

### Bürgermeister
Von Oktober 2013 bis Juli 2022 war Dirk Neubauer der Bürgermeister der Stadt Augustusburg. Am 22. September 2013 wurde er mit 47 % der Stimmen als Parteiloser gewählt. Anfang 2017 trat er der SPD bei und wurde bei der Wahl am 13. September 2020 mit 68 % im Amt bestätigt. Im Mai 2021 verließ er enttäuscht wieder die SPD, da er seitens der Landesregierung und der Landespolitiker seiner Ex-Partei jedwede Unterstützung für das Augustusburger Modellprojekt zum Ausstieg aus dem Lockdown vermisste. Nur über Dritte hatte er überhaupt vom Aus für das laufende Projekt erfahren.
Neubauer wurde im Juli 2022 zum Landrat von Mittelsachsen gewählt und trat daraufhin als Bürgermeister zurück.
Bürgermeister ist nach einer Stichwahl Jens Schmidt.
| Wahl | Bürgermeister | Vorschlag        | Wahlergebnis (in %) |
| ---- | ------------- | ---------------- | ------------------- |
| 2023 | Jens Schmidt  | DeinAugustusburg | 68,5                |
| 2020 | Dirk Neubauer | SPD              | 68,3                |
| 2013 | Dirk Neubauer | SPD              | 47,2                |
| 2006 | Evelyn Jugelt | CDU              | 66,3                |

Bisherige Amtsinhaber
- bis 1932: Paul Geipel
- 1994 bis 2006: Hans-Dietrich Eckardt (Wählergemeinschaft)
- 2006 bis 2013: Evelyn Jugelt (CDU)
- 2013 bis 2022: Dirk Neubauer (parteilos, 2017 bis 2021 SPD)

### Partnerstädte
Augustusburg ist eine Städtepartnerschaft mit der Stadt Oerlinghausen in Nordrhein-Westfalen eingegangen; der Ortsteil Erdmannsdorf ist mit dem Flecken Bücken in Niedersachsen und der Ortsteil Hennersdorf mit der Gemeinde Loitzendorf in Bayern partnerschaftlich verbunden.

## Kultur und Sehenswürdigkeiten
- siehe auch: Liste der Kulturdenkmale in Augustusburg

### Bauwerke

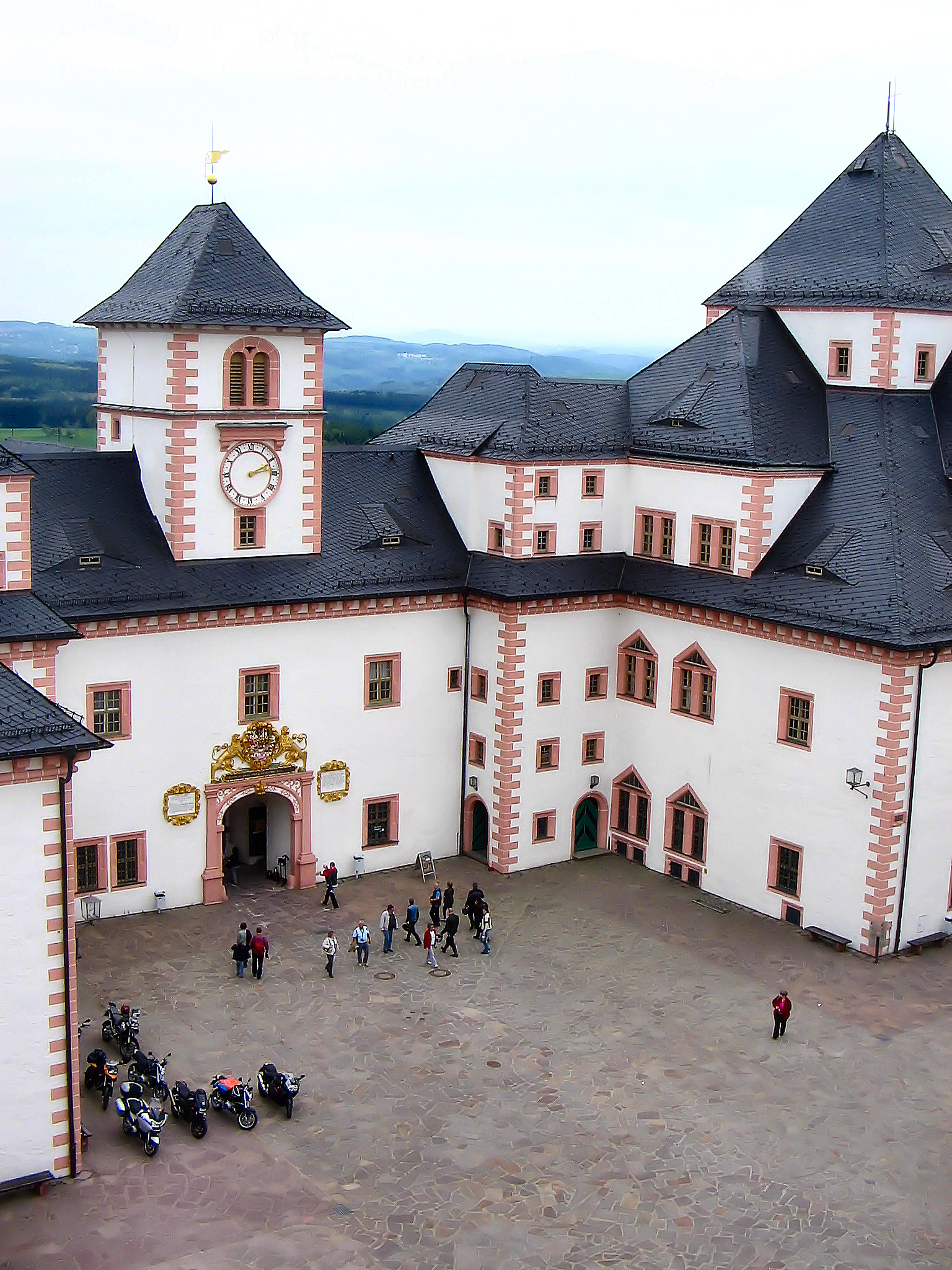
Schlosshof der Augustusburg

Neben dem Schloss dominiert die evangelische Stadtkirche St. Petri (1845/1896) mit der Ausstattung von Schilling & Graebner das Stadtbild. Zwischen Erdmannsdorf und der Stadt Augustusburg verkehrt eine Standseilbahn. Sehenswert ist außerdem die hölzerne Brücke über die Zschopau in Hennersdorf. 1933 wurde die heutige Waldbühne als Naturbühne errichtet.

### Museen
Im Schloss Augustusburg befindet sich ein Kutschenmuseum, ein Museum für Jagdtier- und Vogelkunde sowie ein Motorradmuseum. Dieses wurde bereits 1961 eröffnet und beherbergt eine der umfangreichsten Zweiradsammlungen Europas. Weitere Sehenswürdigkeiten im Schloss sind Brunnenhaus, Turmgalerie und die Schlosskirche mit Altarbild von Lucas Cranach dem Jüngeren.

### Freizeit/Sport
Sportliche Aktivitäten bietet das Augustusburger Freizeitzentrum. Es bestehen Möglichkeiten für Ski, Snowboard und Rodel. Im Sommer gibt es eine Sommerrodelbahn, Minigolf Klein-Erzgebirge und einen großen Kinderspielplatz. Im Ortsteil Erdmannsdorf gibt es ein Freizeitbad.
Zudem findet auf dem Schloss seit 1970 im Januar das Motorradfahrer-Wintertreffen statt. Dieses entwickelte sich in der DDR schnell zu einem beliebten Spezialtreffen zum Austausch über Motorradtechnik und Präsentation von restaurierten Oldtimern und teilweise virtuosen Eigenbauten. Die Zahl der Teilnehmenden betrug 180 Personen im Jahr 1978, wobei es weitaus mehr Anmeldungen gab, die jedoch mangels ausreichender Quartiere vor Ort abgelehnt werden mussten.

### Patenschaften
Augustusburg unterhält eine Patenschaft zu der 3. Kompanie des Panzergrenadierbataillons 371 im benachbarten Marienberg.

## Wirtschaft und Infrastruktur

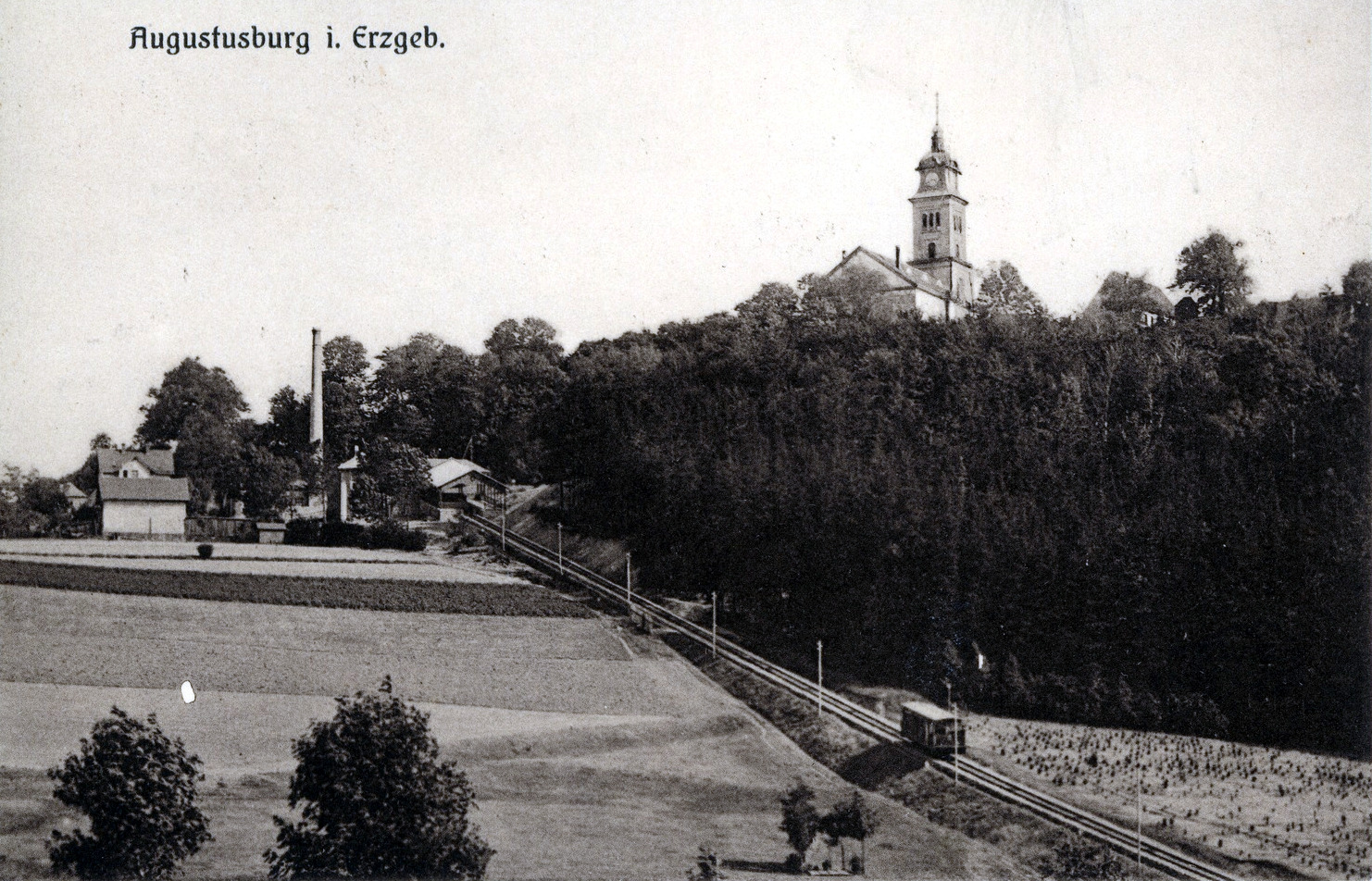
Kirche und neue Drahtseilbahn in Betrieb, 1912

Wirtschaftlich dominieren in Augustusburg Tourismus und Dienstleistungen. Der Gemeindeteil Augustusburg (Hauptort) war bis 2018 ein staatlich anerkannter Erholungsort, seit 2018 gilt dies für die gesamte Stadt.
Straßenverkehr
Staatsstraßen führen nach Chemnitz, Flöha und Eppendorf.
Schienenverkehr
Der Bahnhof Erdmannsdorf-Augustusburg befindet sich an der Zschopautalbahn. Dort halten stündlich die Regionalbahnen der Erzgebirgsbahn nach Chemnitz und Annaberg-Buchholz. Die Drahtseilbahn Erdmannsdorf–Augustusburg, eine überregional bekannte Standseilbahn, verbindet den Ortsteil Erdmannsdorf mit Augustusburg.

## Persönlichkeiten

### Söhne und Töchter des Ortes
- Traugott Samuel Franke (1804–1863), Mathematiker und Hochschullehrer
- Eduard Beyer (1825–1907), Unternehmer und Politiker (Nationalliberale Partei), Mitglied des Sächsischen Landtags
- Julius Gensel (1835–1916), Jurist und Politiker (Nationalliberale Partei), Mitglied des Reichstags und des Sächsischen Landtags
- Linus Irmisch (1846–unbekannt), Historiker und Numismatiker
- Eugen Rost (1870–1953), Mediziner, Physiologe und Pharmakologe
- Bert Van Bork (1928–2014), Künstler und Dokumentarfilmer
- Walter Barthel (1931–2003), Journalist, Gründer politischer Bewegungen, Doppelagent
- Bert Ehm (* 1946), Fußballtrainer und -manager

### Persönlichkeiten, die mit der Stadt Augustusburg in Verbindung stehen
- Hans Heinrich Graf von Könneritz (1790–1863), Diplomat und Rittergutsbesitzer
- Richard Graf von Könneritz (1828–1910), Politiker, Diplomat und Rittergutsbesitzer, Präsident der I. Kammer des Sächsischen Landtags
- Gustav Spindler (1859–1928), Vertreter naturnaher Forstwirtschaft im sächsischen Erzgebirge, starb hier
- Hans Heinrich Freiherr von Könneritz (1864–1924), Rittergutsbesitzer und Politiker, MdL
- Fips Fleischer (1923–2002), Jazzmusiker und Komponist, bestattet in Augustusburg
- Gudrun Lange (* 1964), Sängerin und Musikerin

### Ehrenbürger
- 1933: Reichspräsident Paul von Hindenburg und Reichskanzler Adolf Hitler wurden in einer Festsitzung der Stadtverordneten am 25. Februar 1933 im Beisein des sächsischen Reichsstatthalters Martin Mutschmann einstimmig zu Ehrenbürgern von Augustusburg ernannt und dies öffentlich vom Fenster des Rathauses und durch mehrere Presseveröffentlichungen der Bevölkerung verkündet.[19][20][21] Die Ehrenbürgerschaft endet mit dem Ableben.[22] Die Annahme der Ehrenbürgerschaft durch die oben genannten Personen wird auf örtlicher Ebene angezweifelt.[23][24]
- 2016 (postum): Hans-Dietrich Eckardt (1942–2015), ehemaliger Bürgermeister